# Ny2 Coronae Borealis
Ny2 Coronae Borealis (ν2 Coronae Borealis, förkortat Ny2 CrB, ν2 CrB) som är stjärnans Bayerbeteckning, är en ensam stjärna belägen i den östra delen av stjärnbilden Norra kronan. Den har en skenbar magnitud på 5,40 och är synlig för blotta ögat där ljusföroreningar ej förekommer. Baserat på parallaxmätning inom Hipparcosuppdraget på ca 5,5 mas, beräknas den befinna sig på ett avstånd på ca 590 ljusår (ca 182 parsek) från solen. På det beräknade avståndet minskar den skenbara magnituden med 0,1 enhet genom skymning på grund av interstellärt stoft.

## Egenskaper
Ny2 Coronae Borealis är en utvecklad orange till röd jättestjärna av spektralklass K5 III. Den utsänder från dess fotosfär ca 530 gånger mera energi än solen vid en effektiv temperatur på ca 3 900 K. Dess uppmätta vinkeldiameter är 2,53 ± 0,16 mas. På det beräknade avståndet ger detta stjärnan en fysisk storlek på ungefär 50 gånger solens radie.